# X-Men Origins: Wolverine (videojuego)
X-Men Origins: Wolverine es un videojuego de acción-aventura hack and slash basado parcialmente en la película homónima. El juego llegó al mercado el 1 de mayo de 2009 para PlayStation 3, Xbox 360, Windows, Wii, PlayStation 2, Nintendo DS y PlayStation Portable. También se lanzó una versión para teléfonos móviles. El juego fue desarrollado principalmente por Raven Software con Unreal Engine 3. Su clasificación ESRB ha variado considerablemente entre plataformas: las versiones para consolas no Nintendo y para PC, denominadas Uncaged Edition, recibieron una clasificación para mayores de 17 años para ofrecer a los jugadores la oportunidad de experimentar la violencia gráfica sin censura del uso natural de las habilidades de Wolverine; la versión para Nintendo DS recibió una clasificación para mayores de 10 años debido a que su violencia se vio atenuada por una resolución y gráficos reducidos; y las versiones para Wii, PlayStation 2 y PlayStation Portable recibieron una clasificación para adolescentes por presentar la violencia estándar de superhéroes, similar a la de la película con clasificación PG-13.
Tras la expiración del acuerdo de licencia de Activision con Marvel, el juego fue eliminado de la lista y de todas las tiendas digitales el 1 de enero de 2014. Fue el último juego de Wolverine publicado por Activision antes de que expirara la licencia en 2014. También fue el último videojuego independiente de Wolverine que se lanzó hasta el anuncio de Marvel's Wolverine, actualmente en desarrollo por Insomniac Games y que será publicado por Sony Interactive Entertainment para PlayStation 5.

## Modo de juego
La Uncaged Edition fue lanzada para PC, PlayStation 3 y Xbox 360. Cuando Wolverine sufre heridas, se extraen trozos de su cuerpo y su ropa. Sus heridas se curan en tiempo real. Origins tiene influencias de juegos como God of War y Devil May Cry. La versión Uncaged además cuenta con una gran cantidad de sangre y gore. Los enemigos pueden ser desmembrados de varias maneras, además de la representación gráfica del factor curativo de Wolverine.
El combate se basa en tres opciones - ataques ligeros, ataques fuertes, y agarres. Otra forma de ataque es la embestida, lo que le permite a Wolverine cerrar rápidamente la distancia hacia un enemigo. Wolverine también puede utilizar el entorno a su favor, tal y como para empalar a los enemigos en picos. Durante el combate, la barra de furia de Wolverine se acumula, y cuando está llena le permite usar ataques más devastadores, como las garras giratorias y un modo bersérker, lo que aumenta la fuerza de las garras de Wolverine hasta que su barra de ira se vacía.
Las versiones de PlayStation 2 y Wii son menos gráficas, con menos lenguaje y combate un poco diferente. Los sentidos salvajes todavía se obtienen, que pueden detectar puertas, trampas, enemigos y observadores centinela. Las embestidas deben realizarse a distancias más cortas. La experiencia (PE) se obtiene de derrotar enemigos, completar misiones, derrotar a todos los enemigos, destruir todas las torretas, y derrotar a los jefes dentro de un plazo determinado. Los PE se utilizan para comprar mejoras.

## Sinopsis
La historia es una combinación de la historia de fondo de Wolverine  explorada en la película y una trama original creada por Raven Software, que fue influenciada por los acontecimientos importantes en la serie de historietas de X-Men.

### Trama
Un prólogo muestra a Wolverine cazando y siendo cazado por un grupo de soldados en un ambiente urbano desolado. Él viste un uniforme que recuerda al disfraz visto en las películas X-Men, indicando que esto toma lugar en un tiempo lejano. Sus pensamientos se derivan de un pasado olvidado.
El juego empieza en África, que está implicada en ser Wakanda, gracias al interés de Stryker en los depósitos del meteorito en la región. Las misiones de África, que son presentados como flashbacks, describe los eventos que llevan a Logan a abandonar el Equipo X, mostrando que su propia moral está en conflicto con lo que el Equipo X debe hacer (es decir, matar a inocentes con fines estratégicos).
Tres años después, cuando Logan se establece en Canadá con su novia, Kayla Silverfox, su hermano Victor Creed reaparece en un bar local donde Logan y él luchan. Creed sale victorioso, rompe las garras de hueso de Logan y lo deja inconsciente. Luego de despertar, Logan encuentra muerta a Kayla. El coronel William Stryker llega, ofreciendo a Logan una oportunidad para vengarse. Logan acepta y se somete a un procedimiento que deposita adamantio, un metal indestructible procesado de los depósitos de meteoritos, en sus huesos. Cuando el proceso termina, Logan oye que Stryker quiere borrar su memoria, enfureciéndose y escapando de la instalación del Lago Alkali, matando varios hombres de Stryker, incluyendo a David North.
Logan viaja al sitio del Proyecto: Wideawake buscando a John Wraith, donde se enfrenta a Bolivar Trask y su Centinela cazador de mutantes. Luego ser liberado, Wraith lleva a Logan con Fred Dukes, quien lleva a Logan con Remy Lebeau, quien confunde a Logan como uno de los agentes de Stryker. Logan persigue a Lebeau al tejado del edificio, donde convence a Lebeau de llevarle a la isla base de Stryker. Al llegar a la isla, Logan se da cuenta de que Silverfox está viva y que su "muerte" fue una táctica para conseguir que Logan sea voluntario para el Arma X. Devastado por la verdad, Logan acepta la oferta de Stryker para borrar su memoria, pero cambia de parecer cuando Creed toma a Silverfox como rehén. Luego de la pelea de Creed y Logan, el Arma XI de Stryker, Deadpool, es enviado para matar a Wolverine, y luego de la batalla, los recuerdos de Logan son dañados cuando le disparan una bala de adamantium del revólver de Stryker.
En el epílogo, Bolivar Trask, que ha perfeccionado la recreación de las partes del cuerpo humano por reemplazos robóticos, ha tomado a Logan como rehén. Logan se libera de sus cadenas, pero Trask escapa. Un ejército de Centinelas es visto a la distancia en una ciudad arruinada, destruyendo todo a la vista y Logan también citando que "este mundo puede funcionar mal, pero sé como quiero arreglarlo".

### Personajes
- Hugh Jackman como James Howlett / Logan / Wolverine:[7] Un mutante y un soldado con poderes de regeneración, instintos animales, una enorme fuerza, huesos irrompibles y seis garras de adamantium retráctiles (garras de hueso antes de la transfusión de adamantium).
- Liev Schreiber como Victor Creed:[8][9] El medio hermano de Wolverine y compañero soldado que tiene un factor de curación, instintos animales, y garras retráctiles.
- Dave Florek como William Stryker: Un coronel del ejército que formó al Equipo X, y es una parte importante del Programa Arma X.
- April Stewart como Kayla Silverfox: la amante de Logan; ella tiene la habilidad de la hipnosis táctil: la capacidad de controlar a alguien, mientras lo está tocando.
- will.i.am como John Wraith: Un mutante que tiene la habilidad de teletransportarse. Un exmiembro del equipo de Stryker. Posee un estudio de culturismo en Las Vegas, Nevada.
- Daniel Henney como David North / Agente Cero:[8] Un miembro del Programa Arma X, segundo al mando de Stryker. Zero posee habilidades expertas de seguimiento y es un tirador letal.
- Gregg Berger como Fred J. Dukes / La Mole:[8] Un mutante y exmiembro del equipo de ataque de los mutantes de Stryker. Fred tiene una capa de piel indestructible. Después de dejar a Stryker y su equipo, desarrolló un desorden alimenticio y se volvió obeso.
- Chris Edgerly como Remy LeBeau / Gambito:[8] Un expreso de Stryker quien puede manipular la energía cinética.
- Steven Blum como Wade Wilson:[8] El "mercenario bocón." Wade es un mercenario altamente capacitado que fue la molestia del equipo.
  - Arma XI / Masacre: El alterado Wade Wilson es el asesino mutante. Le fue dado un factor curativo, teletransporte, y poderes de rayos ópticos y tenía la boca cerrada. Stryker también tenía espadas de adamantium implantadas quirúrgicamente en sus brazos.
- Anna Graves como Raven Darkholme: Una mutante con habilidades de cambiar de forma y una agente de la CIA que trabajaba en conjunto con el equipo de Stryker en África. Más tarde se encuentra con Wolverine cuando ambos están en busca de Wraith. Ella es la amante de Wraith y la madre de su hijo.
- Bumper Robinson como Dr. Bolivar Trask: Creador de los Centinelas. Él secuestra a Wraith para usarlo en su estudio sobre el gen mutante para la programación centinela. Su mano es cortada por Wolverine, y más tarde la reemplaza con una prótesis. En el futuro, como se muestra en el juego, parece ser el que dirigía a los soldados que atacan a Wolverine en un intento por capturarlo.

## Desarrollo
Raven Software creó un blog de desarrolladores y el líder del proyecto Dan Vondrak también creó una cuenta de Twitter para enviar actualizaciones e impresiones sobre el juego. Blur Studio, que también trabajaron con Raven en X-Men Legends II: Rise of Apocalypse y Marvel: Ultimate Alliance proporcionaron todas las escenas CGI para el juego. Los desarrolladores publicaron un gran número de capturas de pantalla en 3D, renders tridimensionales virtuales de un ajuste particular que podría ser visto en un navegador web. La música del juego fue compuesta por Paul Haslinger, quien compuso la música para la serie de películas de Underworld y juegos tales como Need for Speed: Undercover, Rainbow Six: Vegas y su secuela, Rainbow Six: Vegas 2. Raven trabajó con Activision para proporcionar huevos de Pascua de otros juegos para ser encontrados, como la espada del Rey Exánime de World of Warcraft y la torta mencionada en el juego Portal.

## Recepción
La versión Uncaged Edition recibió críticas en su mayoría positivas, las otras versiones alcanzaron principalmente mixtas a críticas negativas. Greg Miller de IGN declaró que la versión Uncaged Edition del juego es una "placer culposo impresionante", pese a las críticas de repetitividad de jefe y otros. Miller amó las cinemáticas del juego, así como también las vistas sangrientas del juego. Las imágenes recibieron una crítica agridulce de IGN, declarando que el juego se ve muy bien a veces y otras veces de mala calidad. Miller criticó además que los únicos sonidos que suenan bien son la voz de Hugh Jackman y los sonidos de garras.
También criticó la presentación de la versión de Wii y PS2. IGN además no gustó de las cajas en el juego, el pecho fornido de Wolverine, y la parte framey de la versión de PS2. Dicen que las voces son repetitivas y hay escasez de música. Dicen que "acabarás enfadado con los controles de la PS2" y "en verdad nunca amarás u odiarás la experiencia" de la Wii. La PS2 tiene un 4.5 y la Wii un 4.8.
Declaró en la versión de PSP que la presentación no es emocionante ni confusa. También criticó el ambiente soso, pero declaró: "El título funciona sin problemas en su mayor parte, y los modelos de los personajes se ven bastante bien." También elogiaron la música. Dicen que las garras no se "sienten realmente afiladas". La versión tiene un 5.1.
Sam Bishop de IGN dice que la versión de DS no es lo que realmente se espera de Griptonite Games. Él dice que se presenta no mucho disfrute, como sin voz y niveles largos. Los personajes, dice, tienen buenas animaciones de cómic, pero es repetitivo. Asimismo, no esperaba sonido ambiente. Gustó de los coleccionables secretos. Afirmó que el combate tuvo sus momentos brillantes, pero "son casi siempre durante los segmentos en los no estás peleando con tres criaturas corpulentas a la vez." La versión tuvo un 5.
En los diez mejores de ScrewAttack "10 mejores juegos basados en películas" la Edición Uncaged de este juego salió en el sexto. En los Spike Video Game Awards de 2009, el juego fue galardonado con el premio al Mejor Reparto, así como Hugh Jackman recibiendo el premio de Mejor Actuación por un Humano Masculino como Wolverine. En los "5 Mejores Juegos Favoritos de Wolverine," de IGN la Edición Uncaged de este juego llegó en primer lugar.